# Callistethus viridiflava
Callistethus viridiflava är en skalbaggsart som beskrevs av Ohaus 1925. Callistethus viridiflava ingår i släktet Callistethus och familjen Rutelidae. Inga underarter finns listade.